# Nibiru
Nibiru (também traduzido como Nebiru) é um termo em acadiano que significa "cruzamento" ou "ponto de transição". Geralmente relacionado a rios. Na astronomia babilônica nibiru (grafado em escrita cuneiforme como né-bé-ru ou ni-bu-rum) é um termo do ponto mais alto da eclíptica, ou seja, o ponto do solstício de verão e sua constelação relacionada. O estabelecimento do ponto do nibiru é descrito na tábua V do épico Enuma Elish e associado ao deus Marduk (o protector da cidade da Babilónia), e que geralmente acredita-se tratar do planeta Júpiter.
Nibiru é também o nome de um hipotético planeta proposto por Zecharia Sitchin, baseando-se na ideia de que as civilizações antigas teriam feito contatos com extraterrestres, uma hipótese considerada inverossímil, pseudocientífica e pseudohistórica pela maioria dos cientistas e historiadores. E que o planeta Nibiro seria o nono planeta do sistema solar e um dia iria se aproximar ou talvez se chocar contra a Terra. Porém os astrônomos não encontraram nenhum planeta como Nibiru no nosso sistema solar e nem sequer uma possível pista de que ele poderia existir realmente, a existência desse planeta é descartada fortemente por muitos cientistas.

## Textos antigos: uma estrela associada ao deus Marduk
Em acadiano, Nībiru / Nēberu é uma palavra que pode assumir diversos significados, incluindo "ponto de passagem" ou "vau". Em textos astronômicos, o termo é utilizado para descrever uma estrela que representa o deus Marduk. Geralmente, é identificado com o planeta Júpiter quando este se encontra no meio do céu, embora, em alguns casos, também tenha sido associado a Mercúrio, outro corpo celeste vinculado a Marduk.
A palavra também aparece em tabuinhas astronômicas, como o MUL.APIN e o Astrolábio B, além de listas de portões. No Enūma eliš, um texto mitológico que celebra a grandeza de Marduk, Nibiru é descrito como um dos nomes atribuídos ao deus, representando seu papel como regulador do céu e das estrelas. Um trecho do texto descreve:
| “                           | Nibiru: é ele Quem detém as passagens Céu-Terra: Ninguém passa acima ou abaixo Sem pedir! (...) | ” |
| — Enūma Eliš (VII, 124-132) |                                                                                                 |   |

## Título de Marduk
Marduk foi associado ao título de Nibiru em textos antigos, como o Enūma Eliš, onde o termo Nibiru tem sido interpretado como "aquele que captura o meio" ou "ponto de transição". No contexto astronômico e religioso, Nibiru é descrito como um ponto elevado no caminho dos planetas, simbolizando uma posição de autoridade celestial. Na Babilônia, essa posição era relacionada a Marduk, que era visto como um pastor das estrelas e considerado o principal deus do panteão babilônico. Alguns autores interpretam essa associação como um reflexo de tendências monoteístas na religião babilônica, embora essa ideia seja debatida entre estudiosos.

## Astronomia e pseudociência
Embora em alguns círculos esotéricos tenha sido proposto que Nibiru é um planeta além de Netuno que atravessa as órbitas dos outros planetas. Essa teoria, considerada pseudocientífica e até simplesmente estúpida ("plain silly") pela NASA, é defendida por certos autores como Zecharia Sitchin e Burak Eldem. Eles apoiam a ideia de que Nibiru é um objeto celestial ainda não identificado pela astronomia moderna. Este planeta supostamente desconhecido, o Planeta X, passaria perto da Terra a cada 3.600 anos e atualmente estaria localizado além de Plutão.
Sitchin supõe que no épico Enuma Elish, descoberto nas ruínas da Biblioteca de Assourbanípal em Nínive, não descreve batalhas celestes ou eventos catastróficos relacionados ao planeta Nibiru, mas sim um relato mitológico sobre Marduk. De acordo com Sitchin, a descrição do "planeta desconhecido" no texto refere-se a Nibiru e sua passagem próxima à Terra, mas não há evidências arqueológicas ou astronômicas que sustentem essa teoria.
A ideia de uma catástrofe global devido à aproximação de Nibiru foi amplamente divulgada por teóricos da conspiração e esotéricos, principalmente em torno de 2012, associando-a ao fim do calendário maia. No entanto, os cientistas refutaram essas alegações, com a NASA afirmando repetidamente que não há nenhum planeta ou corpo celeste com trajetória que ameace a Terra em nenhum momento no futuro previsível.